# استیو اسمیت (ورزشکار دو و میدانی)
استیو اسمیت (انگلیسی: Steve Smith؛ زادهٔ ۲۹ مارس ۱۹۷۳) ورزشکار دو و میدانی اهل بریتانیا است.
وی در مسابقات کشوری و بین‌المللی در مجموع برندهٔ ۱ مدال طلا، ۲ مدال نقره، ۳ مدال برنز شده‌است.